# ビクトル・チブレンコ
ビクトル・チブレンコ (ウクライナ語: Цибуленко Віктор Сергійович、1930年7月13日 - 2013年10月19日)は、旧ソビエト連邦の陸上競技選手。1956年メルボルンオリンピック、1960年ローマオリンピックと連続出場し、2大会連続のメダル。ローマ大会では金メダルを獲得した選手である。

## 経歴
チブレンコは国際大会のデビューとなった1952年ヘルシンキオリンピックで4位となり、3位のフィンランドのトイボ・ヒューティアイネン(Toivo Hyytiäinen)にわずか17cm差の4位と、惜しくもメダルに届かず、2年後のヨーロッパ選手権でも4位という結果であった。だが、2年後の1956年メルボルンオリンピックでは4位に終わっていた前回までからジャンプアップし、79.50mの自己ベストの投てきで見事銅メダルを獲得。チブレンコはさらに力をつけてゆき、3度目のオリンピックとなった1960年ローマオリンピックでは、1投目に84.64mの大投てきを見せ、結果は2位に5m以上の大差をつけ金メダルを獲得した。彼は1962年が選手として最後のシーズンとなり、同年のヨーロッパ選手権で、同国のヤーニス・ルーシスについで2位となっている。

## 主な実績
| 年   | 大会                 | 場所                         | 種目   | 結果 | 記録   |
| ---- | -------------------- | ---------------------------- | ------ | ---- | ------ |
| 1956 | オリンピック         | メルボルン(オーストラリア)   | やり投 | 3位  | 79.50m |
| 1960 | オリンピック         | ローマ(イタリア)             | やり投 | 1位  | 84.64m |
| 1962 | ヨーロッパ陸上選手権 | ベオグラード(ユーゴスラビア) | やり投 | 2位  | 77.92m |